# Somosaguas Sur
Somosaguas Sur è una stazione della linea ML2 della rete tranviaria di Madrid.
Si trova sotto la Calle Veritas nel comune di Pozuelo de Alarcón.

## Storia
È stata inaugurata il 27 luglio 2007 insieme al primo tratto della linea.